# Чернігівська обласна рада
Черні́гівська обласна́ ра́да — є представницьким органом місцевого самоврядування, що представляє спільні інтереси територіальних громад сіл, селищ, міст, у межах повноважень, визначених Конституцією України, Законом України «Про місцеве самоврядування в Україні» й іншими законами, а також повноважень, переданих їм сільськими, селищними, міськими радами.
Обласна рада складається з депутатів, обирається населенням Чернігівської області терміном на 5 років. Рада обирає постійні і тимчасові комісії. Обласна рада проводить свою роботу сесійно. Сесія складається з пленарних засідань і засідань її постійних комісій.Обласна рада обирає голову та його заступників.

## Попередні скликання

### VII скликання
Блок Петра Порошенка (12)

     ВО «Батьківщина» (11)

     Радикальна партія Олега Ляшка (11)

     Наш край (11)

     Аграрна партія України (9)

     УКРОП (5)

     Опозиційний блок (4)

     Позафракційні (1)

## Голови обласних рад попередніх скликань
| З (місяць, рік) | По (місяць, рік) | П.І.Б.                       |
| --------------- | ---------------- | ---------------------------- |
| Березень 1990   | Квітень 1991     | Лісовенко Василь Трохимович  |
| Квітень 1991    | Березень 1992    | Лисенко Олександр Степанович |
| Березень 1992   | Липень 1994      | Лисенко Олександр Степанович |
| Липень 1994     | Липень 1995      | Шаповал Петро Дмитрович      |
| Липень 1995     | Квітень 2001     | Шаповал Петро Дмитрович      |
| Квітень 2001    | Квітень 2006     | Ковальов Василь Олексійович  |
| Квітень 2006    | Листопад 2010    | Романова Наталія Андріївна   |
| Листопад 2010   | Лютий 2014       | Мельник Анатолій Іванович    |
| Лютий 2014      | Листопад 2015    | Звєрєв Микола Вікторович     |
| Листопад 2015   | Грудень 2020     | Вдовенко Ігор Станіславович  |
| Грудень 2020    | ...              | Дмитренко Олена Борисівна    |